# Romulus (Michigan)
Romulus – miasto w Stanach Zjednoczonych, w stanie Michigan, w hrabstwie Wayne.